# Ferrari 156-85
Chronologie des modèles (1985)
Ferrari 126 C4 Ferrari F1-86
La Ferrari 156-85 est une monoplace de Formule 1 de l'écurie Ferrari qui permet à l'Italien Michele Alboreto de lutter pour le championnat du monde des pilotes de 1985, face à Alain Prost sur McLaren Racing. Le second pilote de Ferrari pour cette saison est le Français René Arnoux, remplacé dès la seconde manche de la saison par le Suédois Stefan Johansson. Le pilote d'essais est le Britannique Johnny Dumfries. Cette monoplace est l'une des seules mises au point par Ferrari dans les années 1980 à être capable de se battre pour le gain du titre.

## Historique

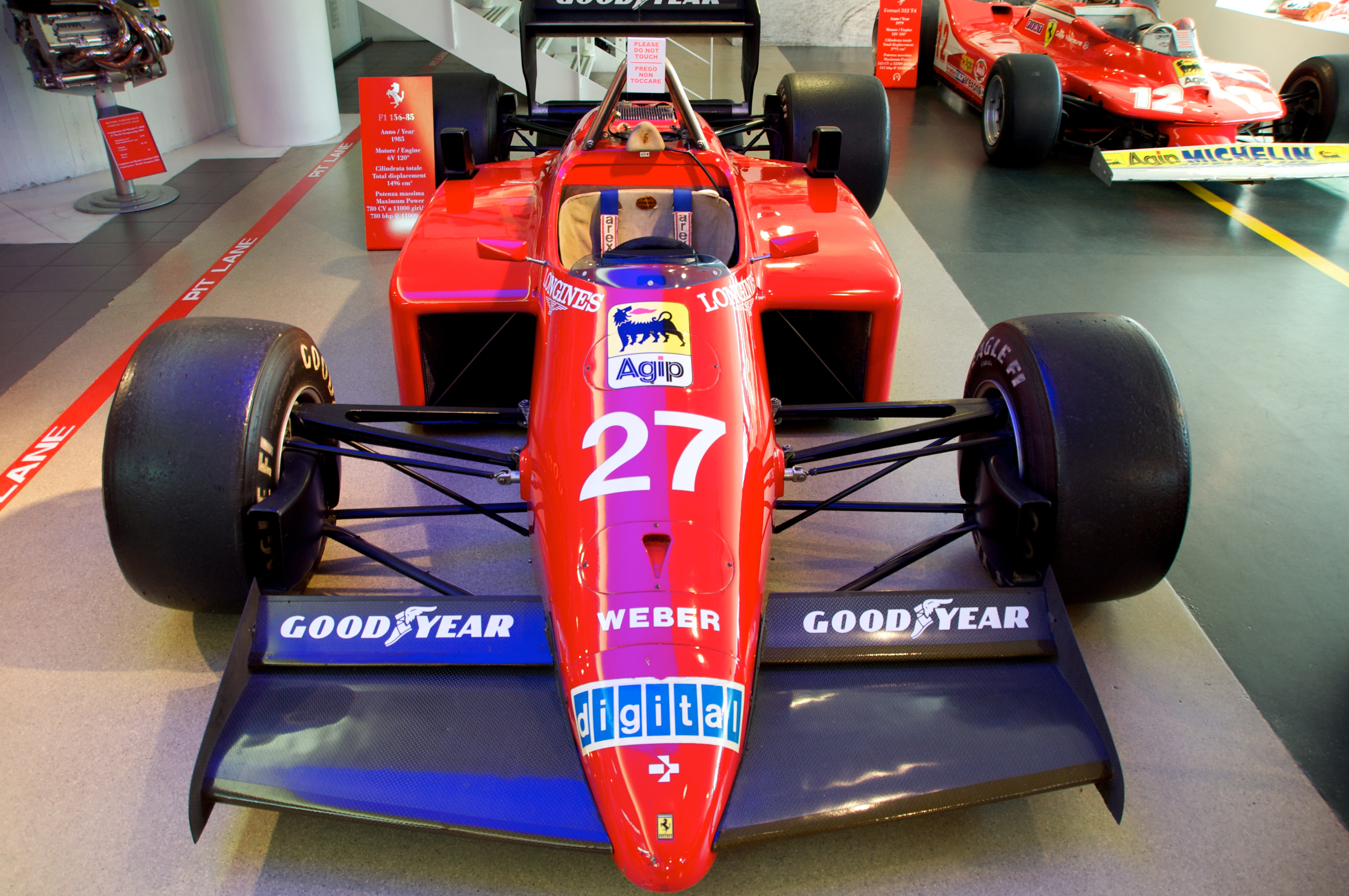
La Ferrari 156-85 de Michele Alboreto en exposition.

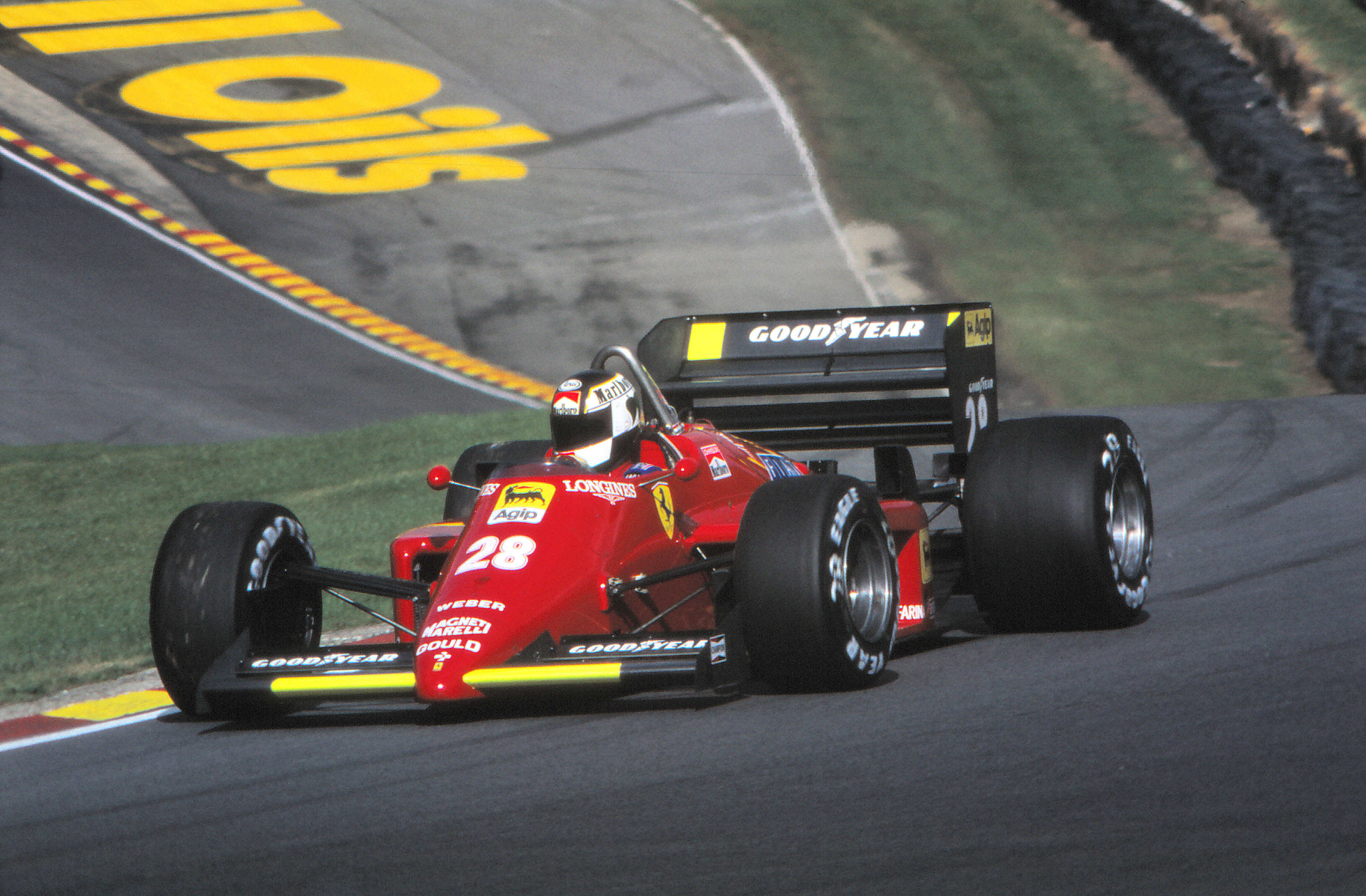
Stefan Johansson à bord de la Ferrari 156-85 lors du Grand Prix d'Europe 1985.

Cette monoplace succède à la Ferrari 126 C4 de 1984 et est engagée dès le début de la saison 1985. Lors de la première manche de la saison, disputée au Brésil, Michele Alboreto, parti de la pole position, termine deuxième tandis que René Arnoux finit quatrième,. Le Français est subitement limogé par Ferrari à l'issue de ce Grand Prix et est remplacé par Stefan Johansson, qui est dominé par son coéquipier tout au long de la saison, malgré deux deuxièmes places obtenues au Grand Prix du Canada et au Grand Prix de Detroit, obtenant ainsi les deux premiers podiums de sa carrière.
Performante et fiable dans la première moitié de la saison, la 156-85 permet à Michele Alboreto de rivaliser avec Alain Prost et de se retrouver en tête du championnat des pilotes après le Grand Prix du Canada, couru sur le circuit Gilles Villeneuve de Montréal. Avec deux victoires (au Canada et au Nurburgring) et sept podiums lors des neuf premières courses de la saison, Alboreto possède 46 points au championnat contre 41 pour son rival. Mais la deuxième partie de la saison est bien moins bonne pour Ferrari ; en effet, les McLaren et leur moteur V6 Turbo TAG Porsche ont fait d'énormes progrès en matière de puissance pure et d'exploitation des pneumatiques. Les ingénieurs Ferrari, pour tenter de compenser, augmentèrent la pression de suralimentation du V6 turbocompressé de la 156-85, avec comme résultat de le rendre fragile. Alors que Prost gagne encore deux Grand Prix lors des sept dernières manches du championnat, Alboreto voit ses chances de devenir champion du monde disparaître purement et simplement puisqu'il n'enregistre plus qu'un seul podium et surtout quatre abandons consécutifs lors des quatre dernières courses de la saison.
Alboreto déclare d'ailleurs après le Grand Prix de Belgique qu'il ne lui est plus possible d'être champion du monde car les McLaren sont plus puissantes, plus fiables et exploitent mieux leurs pneumatiques. L'Italien termine deuxième du championnat du monde 1985 avec 53 points, derrière Prost, alors que Stefan Johansson est septième avec 26 points. René Arnoux finit dix-septième avec 3 points. Ferrari prend également la deuxième place du championnat des constructeurs avec 82 points, à huit unités de McLaren.
Il faudra attendre 1990 pour voir Ferrari lutter à nouveau pour le championnat avec comme pilotes Alain Prost justement et Nigel Mansell.

## Résultats en championnat du monde de Formule 1
| Saison | Écurie                     | Moteur                | Pneus    | Pilotes          | Courses | Courses | Courses | Courses | Courses | Courses | Courses | Courses | Courses | Courses | Courses | Courses | Courses | Courses | Courses | Courses | Points inscrits | Classement |
| Saison | Écurie                     | Moteur                | Pneus    | Pilotes          | 1       | 2       | 3       | 4       | 5       | 6       | 7       | 8       | 9       | 10      | 11      | 12      | 13      | 14      | 15      | 16      | Points inscrits | Classement |
| ------ | -------------------------- | --------------------- | -------- | ---------------- | ------- | ------- | ------- | ------- | ------- | ------- | ------- | ------- | ------- | ------- | ------- | ------- | ------- | ------- | ------- | ------- | --------------- | ---------- |
| 1985   | Scuderia Ferrari SpA SEFAC | Ferrari Tipo 031/2 V6 | Goodyear |                  | BRÉ     | POR     | SMR     | MON     | CAN     | DET     | FRA     | GBR     | ALL     | AUT     | P-B     | ITA     | BEL     | EUR     | AFS     | AUS     | 82              | 2e         |
| 1985   | Scuderia Ferrari SpA SEFAC | Ferrari Tipo 031/2 V6 | Goodyear | Michele Alboreto | 2e      | 2e      | Abd     | 2e      | 1er     | 3e      | Abd     | 2e      | 1er     | 3e      | 4e      | 13e     | Abd     | Abd     | Abd     | Abd     | 82              | 2e         |
| 1985   | Scuderia Ferrari SpA SEFAC | Ferrari Tipo 031/2 V6 | Goodyear | René Arnoux      | 4e      |         |         |         |         |         |         |         |         |         |         |         |         |         |         |         | 82              | 2e         |
| 1985   | Scuderia Ferrari SpA SEFAC | Ferrari Tipo 031/2 V6 | Goodyear | Stefan Johansson |         | 8e      | 6e      | Abd     | 2e      | 2e      | 4e      | Abd     | 9e      | 4e      | Abd     | 5e      | Abd     | Abd     | 4e      | 5e      | 82              | 2e         |

Légende : ici 